# 아이샤 (이름)
아이샤(아랍어: عائشة ʿĀʾishah[*], 문자 그대로는 '삶' 또는 '여성적인'; 또한 Aisha, A'aisha, A'isha, Aischa, Aische, Aishah, Aishat, Aishath, Aicha, Aïcha, Aisya, Aisyah, Aiša, Ajša, Aixa, Ayesha, Aysha, Ayşe, Ayisha 또는 Iesha라고도 함)는 아랍어 여성 이름이다. 이슬람 예언자 무함마드의 세 번째 아내인 아이샤에서 유래되었으며 무슬림 여성에게 매우 인기 있는 이름이다.
Ayesha와 Aisha는 아랍 세계와 미국 무슬림 여성 사이에서 일반적인 변형 철자이며, 1990년 미국 인구 조사에서 모든 연령대 여성 4,275명 중 2,020위를 차지했다. Ayesha라는 이름은 라이더 해거드의 책 그녀에 등장한 후 영어권 사람들 사이에서 잠시 인기를 얻었다.

## 이름

### Aisha
- 아이샤, 예언자 무함마드의 아내

#### 가상 인물
- 아이샤 (건담 SEED), 건담 SEED의 등장인물

### Aishah
- 아이샤 (가수)(완 아이샤 빈티 완 아리핀, 1965년생), 말레이시아 가수이자 정치인

## 같이 보기
- 아이샤
- 아이샤 (동음이의)